# PowerPC
PowerPC — мікропроцесорна RISC-архітектура, створена у 1991 році альянсом компаній Apple-IBM-Motorola, відомим як AIM. З 2006 PowerPC,  розвиваючись як набір інструкцій і називається Power ISA, тоді як стара назва залишається як торгова марка для деяких реалізацій процесорів на основі архітектури Power.
PowerPC був основою ініціатив AIM PReP та Common Hardware Reference Platform (CHRP) у 1990-х роках. З початку призначений для персональних комп'ютерів, архітектура відома завдяки її використанню у Power Macintosh, PowerBook, iMac, iBook, eMac, Mac Mini та Xserve від Apple з 1994 по 2006 роки, коли Apple перейшла на x86 від Intel. Згодом вона стала нішею у персональних комп'ютерах, але залишилась популярною для вбудованих і високопродуктивних процесорів. Її використання в ігрових консолей та міститься  у вбудованій апаратурі  такий, як марсоходи Curiosity та Perseverance на Марсі. Крім того, процесори PowerPC все ще використовуються в AmigaOne та персональних комп'ютерах AmigaOS 4.
PowerPC значною мірою базується на попередній архітектурі IBM POWER і зберігає високий рівень сумісності з нею; архітектури залишилися настільки близькими, що ті ж програми та операційні системи будуть працювати на обох, якщо підготувати їх з певною увагою; новіші чипи серії Power використовують Power ISA.

## Історія
Історія PowerPC починається з прототипу мікросхеми IBM 801, створеного в IBM в кінці 1970-х на основі ідей Джона Кока про RISC-архітектуру. Далі вона була продовжена 16-регістровим дизайном IBM RT-PC в 1980-х роках, який надалі розвинувся в архітектуру POWER, представлену RS/6000 на початку 1990-х. Дизайн POWER був заснований на архітектурі попередніх RISC — процесорів, таких як IBM 801, та архітектурі MIPS. Справжній мікропроцесор POWER, одне з перших суперскалярних втілень архітектури RISC, був високопродуктивним і багатоядерним. У IBM скоро зрозуміли, що їм потрібен одночиповий дизайн, в якому не[що?] були б втілені[джерело?] деякі[які?] інструкції POWER, щоб лінія процесорів RS/6000 включала вирішення всіх рівнів продуктивності[що це?], і робота над одночиповим мікропроцесором POWER почалася.
IBM запропонувала Apple співпрацю в розробці сімейства одночипових процесорів, заснованих на архітектурі POWER. Незабаром після цього компанія Apple, як один з найбільших замовників мікропроцесорів класу настільних систем Motorola, попросила Motorola приєднатися до цієї співпраці. Apple вважала, що Motorola, з її довгою історією роботи з Apple, буде здатна виробляти більшу кількість мікропроцесорів, ніж IBM. Цей потрійний союз став відомий як AIM, за першими літерами компанії Apple, IBM, Motorola.
Для Motorola вступ до цього союзу був надзвичайно вигідним. Це дозволяло їм продавати добре протестований і потужний RISC -процесор, не витрачаючи грошей на його розробку. У них також був великий покупець цих процесорів — компанія Apple, і ще один — потенційний — в особі IBM, яка могла б не виробляти свої молодші версії POWER, а купувати їх у Motorola.
У Motorola вже був власний RISC-процесор, 88000, що продавався надзвичайно погано. Однією з причин його провалу була погана сумісність з попередньою версією, популярною серією 68000, що також використовувалася в комп'ютерах Apple Macintosh. Основною ж причиною була затримка виведення на ринок через проблеми з розробкою та виготовленням, через що Motorola упустила можливість успішно конкурувати з іншими виробниками.
Тим не менш, виробництво 88000 вже почалося, і Data General продавав комп'ютери на основі 88k . У компанії Apple вже був працюючий прототип комп'ютера з 88k. Було вирішено зробити новий одночиповий POWER-процесор сумісним по шині з 88000, що дозволило б Apple, Motorola почати продавати машини набагато швидше, не займаючись переробкою материнських плат.
В результаті поєднання всіх цих вимог з'явилася специфікація PowerPC (Performance Computing). У виграші були всі :
- IBM практично безкоштовно отримала бажаний одночиповий процесор ;
- Apple отримала один з найпотужніших RISC — процесорів на ринку, а заодно безкоштовну рекламу у вигляді імені IBM в публікаціях ;
- Motorola безкоштовно отримала сучасний чип RISC, допомогу в дизайні якого надавала їй IBM, і можливість продавати його безлічі компаній — включаючи Apple і IBM .

У серпні 2019 року компанія IBM передала права на набір інструкцій архітектури PowerPC організації Linux Foundation. Тим самим всі охочі отримали можливість створювати мікропроцесори архітектури PowerPC, у доповнення до RISC-V — іншої вільної архітектури, підтримкою якої також займається Linux Foundation.

## Інциденти
На початку 2018 року було з'ясовано, що в мікропроцесорах IBM Power7+, Power8 та Power9 присутня уразливість Spectre.